# Aheqet
Dans la mythologie égyptienne, Aheqet est la déesse de Hirour, près d'Hermopolis Magna (l'actuel el-Achmounein) dans le nome du lièvre en Moyenne-Égypte, où elle est associée au dieu-bélier Khnoum.
Elle est représentée par une grenouille symbolisant la vie et la fécondité.